# 薩克森的馬克西米利安 (1870-1951)
薩克森的馬克西米利安（德語：Maximilian von Sachsen，1870年11月17日—1951年1月12日），薩克森國王格奧爾格的第三子。
與其他王室成員不同，馬克西米利安選擇成為一名神父，之後在1899年1月從維爾茨堡大學獲得神學博士學位。第一次世界大戰期間，馬克西米利安為受傷的士兵提供醫療協助。1951年，馬克西米利安於瑞士佛立堡去世，享年80歲。